# Poeciloderrhis cribrosa
Poeciloderrhis cribrosa är en kackerlacksart som först beskrevs av Hermann Burmeister 1838.  Poeciloderrhis cribrosa ingår i släktet Poeciloderrhis och familjen jättekackerlackor. Inga underarter finns listade i Catalogue of Life.